# Moj prijatelj Piki Jakob
Moj prijatelj Piki Jakob je otroško delo, ki ga je spisal Kajetan Kovič. Knjiga obsega 78 strani, vsebuje pa tudi ilustracije Jelke Reichman. Prvič je izšla leta 1972. Naslovni lik je plišasti medvedek, ki živi pri učitelju (majhen deček) in njegovi družini. Medvedku je ime Piki, piše se Jakob. Ravnatelj, ki je pravzaprav učiteljev oče, opisuje različne prigode, ki jih doživljata medvedek in njegov lastnik. Knjiga je zgrajena iz več zgodb oziroma poglavij. 

## Prevodi v tuje jezike
Delo je bilo prevedeno v več tujih jezikov.
- Medvedí škola. Češki prevod Katerina Literová. Praga: Albatros 1986.
- Miku im Piki Jakob. Albanski prevod Nikollë Berishaj. Priština: Rilindja 1987.
- Moj prijatelj Piki Jakob. Hrvaški prevod Pavica Hromin. Zagreb: Mladinska knjiga 1989.
- E megale ton arkoidon shole. Grški prevod Loiska Avagianou. Atene:Savalas 1995.
- Mein Freund Piki Jakob. Nemški prevod Karoline Meschnigg. Klagenfurt/Wien: Hermagoras

## Kratka obnova po naslovih

### Kdo je Piki?
Piki Jakob je medved, ki obiskuje medvedjo šolo. Na tej šoli poučuje učitelj (deček, ki se igra z medvedki), katerega ime ni znano. Medvedja šola ima tudi ravnatelja, ki je učiteljev oče. V učiteljevi družini nihče ne razume medvedjega jezika, razen on sam. Piki Jakob živi v 4. nadstropju stanovanjskega bloka, na polici za igrače. V medvedjo šolo vozi kočija, s katero je učiteljeva sestra včasih prevažala punčke. Medvedov na polici je za cel medvedji avtobus (Filip, Timika, Josip Jupiter, Benjamin, Floki, dva ali trije Markoti …), in vsi se pišejo Jakob. Piki je zelo izobražen. Govori medvedji jezik, v spanju pa se pogovarja tudi francosko. Sam pravi, da je že bil v Franciji pri Žužujih (tamkajšnji medvedki).

### Francoska solata
Mama je pripravila francosko solato, učitelj pa je ni hotel niti poskusiti, zato jo je ponudila Pikiju, ki je z veseljem pojedel vse. Učitelj se je izgovoril na dejstvo, da je Piki iz Francije, kjer je normalno, da jedo to vrsto solate.

### Ali mačke tudi žvižgajo?
V medvedji šoli so se učili o živalih. Gledali so slike in oponašali glasove živali na slikah. Piki je izjavil, da mačke mijavkajo in žvižgajo. Učitelj se je razburil, vendar ga je zmotil sosed, ki je povedal, da je njihov maček požrl njegovega kanarčka. Učitelj se mu je opravičil in mu kupil novega kanarčka, Pikiju pa je priznal, da tudi mačke včasih žvižgajo. Prosil ga je, naj to ostane njuna mala skrivnost.

### Piki igra šah
Piki in učitelj sta igrala šah. Piki je posnemal vsako učiteljevo potezo. Učitelj se je razburil, nato pa mu je na šahovnici nastavil kmeta, da bi ga Piki lahko vzel. Rekel mu je, naj ga požre, Piki pa je to vzel dobesedno, zato so s šahovnice zapovrstjo izginjale bele, učiteljeve figure. Ko sta po koncu igre ugotovila, da se nista razumela sta skupaj stopila do očeta in ga prosila za nov šah.

### Medvedja mamica
Učitelj in Piki sta se pogovarjala o Pikijevem prihodu na svet. Piki mu je razložil, da ga je naredila medvedja mamica. Medvedja mamica je sešila tudi druge medvedke, saj je šivilja. Vsak dan je naredila enega, zato je imela v enem mesecu narejenih 30 medvedkov. Po večini so bili vsi medvedki rumeni, kot kakšni levi, Piki pa je iz rjavega in belega pliša. Piki je zelo ponosen na sebe, saj je zelo mehak. Šivilja ga je napolnila z vato. Ostale medvedke pa je napolnila z morsko travo in žagovino. Piki je učitelju povedal, da je po njega prišel mož z usnjenim kovčkom in ga odnesel v trgovino, kjer je sedel v izložbi dokler ga ni kupil njegov oče.

### Piki piše pismo
Piki je videl, da je učitelj pisal pisma svojim sorodnikom, zato je tudi on pisal Žužuju v Francijo. Pisal je z velikimi tiskanimi črkami. Na drugi list je narisal štirinadstropno hišo, pred katero je bil parkiran avtomobil in oblake na nebu. Pismo in sliko je dal v ovojnico, napisal naslov, prilepil znamko in prosil učitelja, če ga lahko odnese na pošto. Pisal je tudi ostalim prijateljem (v Rusijo, Holandijo, Švedsko, Grčijo, Beograd). Žužu mu je prvi odpisal. Poštar je prvič slišal, da živi v tistem stanovanju tudi Piki, zato je učitelj na poštno skrinjico dodal tudi Pikijevo ime.

### Pri zobozdravniku
Pikija je bolel zob, zato so ga obvezali z ruto. Odločili so se, da ga bodo odpeljali k zobozdravniku. Piki je bil edini medved v čakalnici. Bilo ga je zelo strah, zato je ugriznil zobozdravnika. Kljub vsemu so mu uspešno odstranili boleč zob.

### Športni dan
Učitelj je pripravil športni dan z vse medvedke. Napeljal je vrv od kljuke na vratih, do kljuke na oknu. Naredil je tudi kabino, zato so se lahko medvedje vozili po žičnici. Zaradi poškodb so se odločili, da bodo raje priredili spomladanski kros ali t. i. tek čez drn in strn. Zmagovalcu je bila obljubljena zlata medalja in velika hruška. Piki je s pomočjo mačka (na katerega je skočil po nesreči) pritekel prvi na cilj. Dobil je glavno nagrado, hruško pa je razdelil med sotekmovalce.

### Piki ima vročino
Družina se je odpravila na kopanje na Soro, zato so bili medvedje sami doma. Pikiju je bilo zelo vroče, zato si je skuhal čaj in vzel aspirin. Medvedje so menili, da ima povišano temperaturo, po merjenju s termometrom pa so ugotovili, da je za slabo počutje kriv le vroč poletni dan.

### Na počitnice
Ob zaključku šole je Piki hotel iti na počitnice, saj je menil, da si jih zasluži. V šoli je skozi leto dobival same petice, zato ga je učiteljeva družina vzela s seboj na morje. Piki je potegnil na plan svoj medvedji kovček za medvedjo prtljago, zložil vanj svoje stvari ter se odpravil na zaslužene počitnice.

### Piki v vozniški šoli
Piki si je želel pridobiti vozniški izpit, zato je ravnatelj postal njegov medvedji inštruktor. Opravil je tečaj Rdečega Križa pri učiteljevi sestri, nato pa je v učiteljevem slabo ohranjenem avtomobilčku opravljal ure vožnje. Kljub vsem napakam, ki jih je naredil na izpitni vožnji je opravil izpit. 

### Piki voznik avtobusa
Po opravljenem izpitu, je Piki postal šofer rdečega avtobusa, ki je vozil medvedke v šolo, po pouku pa nazaj domov. Odločil se je, da bo uvedel več vmesnih postaj med šolo in domom, zato je potnike metal iz avtobusa ven, saj bi bila vožnja drugače preveč dolgočasna. Piki pa je bil udeležen tudi v prometni nesreči (zaletel se je v mačka), zato so mu odvzeli vozniški izpit za dva meseca.

### Hiša strahov
Učitelj je odprl novoletni sejem tri dni pred novim letom. Medvedki so pripravili sejmišče in zabavišče. V zabavišču je bil urejen vlakec, ki je vozil skozi dvorano smrti. Dvorana je bila opremljena z različnimi učinki, kot so grmenje in bliskanje. Vlakec je vozil tudi mimo ribnika, v katerega se je zaradi strahu enkrat zaletel tudi domači maček in tako povzročil povodenj v dnevni sobi.

### Spominske knjige
Vsak medved v medvedji šoli je imel svojo spominsko knjigo, vendar učitelj ni bil navdušen nad njimi, saj ravno zaradi teh, nihče ni poslušal njegovih predavanj. Odločil se je, da jih bo vsem odvzel. Po končanem pouku pa jih je tudi sam prebiral, saj so mu bili zelo všeč zapisani verzi.

### Gasilska četa
Piki in učitelj sta zakurila ogenj v peči, medvedki pa so v strahu pred požarom ustanovili gasilsko četo. Učitelj je bil poveljnik, prirejal pa je tudi gasilske vaje. Vsi so bili zelo predani gašenju, zato so dobili odlikovanja (rdeče nageljne).

### Piki vrtnar
Mama je presajala rože, zato sta se Piki in učitelj odločila, da bosta ustanovila vrtnarski krožek. Čez dan sta opazovala mamo pri presajanju rož, ponoči pa sta se sama lotila sajenja rož, da bi zjutraj mamo razveselila z opravljenim delom. Pozabila sta kam sta nasadila katero vrsto rož, zato so morali počakati do spomladi, da so videli katere cvetice so pokukale iz lončkov.

### Cirkus
Medvedje so hoteli razbiti monotone dneve, zato so se lotili prirejanja cirkusa. Poimenovali so ga cirkus Bežigrad. Poskrbeli so za vrvohodce, klovne, žonglerje, godbo in za dresirane tigre. Najpomembnejša točka dneva je bila skok tigra čez ognjen obroč. Točka je uspela, saj je bil maček zelo ubogljiv in je sledil navodilom, ki mu jih je dajal ravnatelj.

### Piki padalec
Medvedja šola je ustanovila padalsko društvo. Mama je sešila padala iz starih cunj. Vsak padalec pa je dobil tudi svoj padalski telovnik. Po parih neuspelih skokih in potrebnih reševanjih, so se zadovoljili z odlikovanji, ki so jih dobili, nato pa so se lotili prirejanja novih dogodivščin.

### Praznik
Medvedja šola je iskala ustrezen datum za svoj praznik. Odločili so se za začetek pomladi, saj se takrat medvedje prebujajo iz zimskega spanja. Praznik so poimenovali Velika medvednica. Pripravili so posebno prireditev, na kateri so nastopali pevci, igralci, plesalci in recitatorji. Ob koncu druženja pa je bila pripravljena tudi pogostitev za vse prisotne (mini hrenovka in maksi med.

### Potovanja
Piki Jakob si je vedno želel potovati. Rad bi videl Žužuja, ki je v Parizu in hotel bi obiskati severni tečaj, kjer živijo severni medvedje. Rad bi se srečal tudi z Eskimi in z zmaji iz pravljic. Vse te razdalje bi prepotoval z avtomobilom. Vse kar pa je lahko naredil učitelj za njega je to, da je prosil ravnatelja, naj ju pelje v živalski vrt. 
Piki pa kljub vsemu potuje po svetu v resnici ali pa v sanjah.

## Književne osebe

### Glavne osebe
- Piki Jakob je medved, ki obiskuje medvedjo šolo. Govori medvedji jezik, zato ga razumejo samo učitelj in ostali medvedje s police. Piki Jakob živi v 4. nadstropju stanovanjskega bloka, na polici za igrače. Medvedov na polici je za cel medvedji avtobus in vsi se pišejo Jakob. Piki je zelo izobražen. Govori medvedji jezik, v spanju pa se pogovarja tudi francosko. Piki je sešit iz rjavega in belega pliša in je zelo ponosen na sebe, saj je zelo mehak. Šivilja ga je napolnila z vato. Ko ga je naredila, so ga odnesli v trgovino, kjer je sedel v izložbi, dokler ni mimo prišel učiteljev oče in ga kupil.

- Učitelj je deček, ki mu je oče podaril plišastega medvedka Pikija Jakoba. Vsi ga kličejo učitelj, saj uči v medvedji šoli. Učitelj ne želi, da bi se medvedje dolgočasili, zato za njih prireja razne prireditve in dogodke.

### Stranske osebe
- Ravnatelj in mama sta učiteljeva starša in pomagata pri izvedbi dogodivščin v medvedji šoli. Imata tudi hčerko, ki pa je starejša od učitelja in ne živi v istem svetu kot on. Ravnatelj mora odobriti vse učiteljeve načrte v zvezo z medvedjo šolo. Imena družinskih članov niso omenjena v knjigi.

## Književni čas in prostor
Zgodbe v knjigi potekajo dlje časa (npr. priprava sejma, ki traja tri dni). V knjigi lahko opazimo tudi menjavo letnih časov (npr. sejem poteka tik pred novim letom, družina gre na morje poleti).
Družina in Medvedja šola ne zamenjata prizorišča dogajanja, zato se vse aktivnosti odvijajo v družinskem stanovanju, v bloku. Stanovanje je v 4. nadstropju stanovanjskega bloka. Piki Jakob pa ima še bolj specifično prebivališče, tj. polica za igrače.

## Zanimivost
Po knjigi je bila posneta tudi istoimenska filmska nadaljevanka.